# ياسمين تشانغ
ياسمين تشانغ هي سيدة أعمال صينية، ولدت في 13 مارس 1978 في لانتشو في الصين.